# Marcelo Andrés Herrera
Marcelo Andrés Herrera Mansilla (Corrientes, 3 de noviembre de 1998) es un futbolista argentino. Juega como lateral derecho y su equipo actual es el Columbus Crew de la Major League Soccer.

## Trayectoria

### San Lorenzo
Fue promovido de la reserva por Claudio Biaggio en 2018. Y alcanzó la Titularidad indiscutida en la temporada siguiente.Tuvo una destacada actuación frente a Palmeiras en la fecha 3 de la Copa Libertadores 2019 donde hasta marcó el gol de la victoria.

### River Plate
En febrero de 2022 fichó con River Plate disputando el Campeonato de Primera División 2022 con Marcelo Gallardo como director técnico. Posteriormente, en julio de 2023 se consagró campeón del Campeonato 2023 bajo la dirección de Martín Demichelis.

### Columbus Crew
En julio de 2024 fue cedido por un año. En julio de 2025 se le renovó el préstamo hasta junio de 2026.

## Selección nacional

### Selección Olímpica
Tras sus buenas actuaciones en la Superliga Argentina, fue confirmado en la lista de 22 preseleccionados para disputar los Juegos Panamericanos de Lima 2019, con la Selección Olímpica. Durante dicho torneo, fue titular en todos los partidos, siendo pieza clave del equipo, y condujo a la selección a su primera medalla dorada tras 16 años sin coronaciones en el torneo.

### Participaciones en fases finales
| Torneo                        | Sede     | Resultado      | Partidos | Goles |
| ----------------------------- | -------- | -------------- | -------- | ----- |
| Juegos Panamericanos 2019     | Lima     | Campeón        | 5        | 0     |
| Preolímpico Sudamericano 2020 | Colombia | Campeón        | 4        | 0     |
| Juegos Olímpicos 2020         | Tokio    | Fase de grupos | 2        | 0     |
| Total                         | Total    | Total          | 11       | 0     |

## Estadísticas

### Clubes
| Club | Div.          | Temporada     | Liga  | Liga  | Liga   | Copas nacionales(1) | Copas nacionales(1) | Copas nacionales(1) | Torneos internacionales(2) | Torneos internacionales(2) | Torneos internacionales(2) | Total | Total | Total  |
| Club | Div.          | Temporada     | Part. | Goles | Asist. | Part.               | Goles               | Asist.              | Part.                      | Goles                      | Asist.                     | Part. | Goles | Asist. |
| --- | ------------- | ------------- | ----- | ----- | ------ | ------------------- | ------------------- | ------------------- | -------------------------- | -------------------------- | -------------------------- | ----- | ----- | ------ |
| C. A. San Lorenzo de Almagro Argentina | 1.ª           | 2018-19       | 10    | 1     | 1      | 5                   | 1                   | 0                   | 5                          | 1                          | 0                          | 20    | 3     | 1      |
| C. A. San Lorenzo de Almagro Argentina | 1.ª           | 2019-20       | 12    | 1     | 3      | 2                   | 0                   | 0                   | —                          | —                          | —                          | 14    | 1     | 3      |
| C. A. San Lorenzo de Almagro Argentina | 1.ª           | 2021          | 18    | 1     | 0      | 6                   | 0                   | 0                   | 4                          | 0                          | 0                          | 28    | 1     | 0      |
| C. A. San Lorenzo de Almagro Argentina | Total club    | Total club    | 40    | 3     | 4      | 13                  | 1                   | 0                   | 9                          | 1                          | 0                          | 62    | 5     | 4      |
| C. A. River Plate Argentina | 1.ª           | 2022          | 18    | 0     | 2      | 11                  | 2                   | 1                   | 5                          | 0                          | 0                          | 34    | 2     | 3      |
| C. A. River Plate Argentina | 1.ª           | 2023          | 12    | 0     | 1      | 8                   | 0                   | 0                   | 6                          | 0                          | 0                          | 26    | 0     | 1      |
| C. A. River Plate Argentina | 1.ª           | 2024          | 0     | 0     | 0      | 17                  | 1                   | 1                   | 3                          | 0                          | 0                          | 20    | 1     | 1      |
| C. A. River Plate Argentina | Total club    | Total club    | 30    | 0     | 3      | 36                  | 3                   | 2                   | 14                         | 0                          | 0                          | 80    | 3     | 5      |
| Columbus Crew S. C. Estados Unidos | 1.ª           | 2024          | 12    | 1     | 0      | 0                   | 0                   | 0                   | 0                          | 0                          | 0                          | 12    | 1     | 0      |
| Columbus Crew S. C. Estados Unidos | 1.ª           | 2025          | 12    | 1     | 1      | 0                   | 0                   | 0                   | 5                          | 1                          | 1                          | 17    | 2     | 2      |
| Columbus Crew S. C. Estados Unidos | Total club    | Total club    | 24    | 2     | 1      | 0                   | 0                   | 0                   | 5                          | 1                          | 1                          | 29    | 3     | 2      |
| Total carrera | Total carrera | Total carrera | 94    | 5     | 8      | 49                  | 4                   | 2                   | 28                         | 2                          | 1                          | 171   | 11    | 11     |
| (1) Las copas nacionales se refieren a la Copa Argentina, Copa de la Liga Profesional y U.S. Open Cup. (2) Las copas internacionales se refieren a la Copa Libertadores, Copa Sudamericana, Liga de Campeones de la Concacaf y Leagues Cup. |               |               |       |       |        |                     |                     |                     |                            |                            |                            |       |       |        |

## Palmarés

### Campeonatos nacionales
| Título              | Club              | País      | Año  |
| ------------------- | ----------------- | --------- | ---- |
| Primera División    | C. A. River Plate | Argentina | 2023 |
| Trofeo de Campeones | C. A. River Plate | Argentina | 2023 |
| Supercopa Argentina | C. A. River Plate | Argentina | 2023 |

### Campeonatos internacionales
| Título                   | Equipo                     | Sede           | Año  |
| ------------------------ | -------------------------- | -------------- | ---- |
| Juegos Panamericanos     | Selección Argentina Sub-22 | Lima           | 2019 |
| Preolímpico Sudamericano | Selección Argentina Sub-23 | Colombia       | 2020 |
| Leagues Cup              | Columbus Crew S. C.        | Estados Unidos | 2024 |